# Burg Hundsbach
Die Burg Hundsbach ist eine abgegangene Niederungsburg im Hundsbachtal, einem Seitental der Wohra, nahe dem Stadtteil Ernsthausen der Stadt Rauschenberg im Landkreis Marburg-Biedenkopf in Hessen.
Wann und von wem die Burg erbaut wurde, ist urkundlich nicht überliefert. Die Burg, vermutlich eine Turmburg, war fuldisches Lehen. Graf Johann I. von Ziegenhain belehnte 1332 den Ritter Johann von Riedesel. Nach dieser Burg benannte sich ein Zweig der Familie Riedesel von der Hundsbach. Zeugenaussagen belegen, dass die Burg um 1400 wegen Straßenräubereien durch die Hessischen Landgrafen mit dem Fuldaer Abt Johann I. von Merlau zerstört und nicht wieder aufgebaut wurde.
Von der ehemaligen Burg sind nur noch geringe Reste vorhanden. Erkennbar sind zwei parallel verlaufende Dämme zur Absperrung des Tals. Zwischen diesen sollen sich die Reste einer Hofbefestigung, wohl eine Wasserburg mit Vorburg befunden haben.

## Wüstung Hundsbach
Die zur Burg gehörende Wüstung Hundsbach erhielt 1349 Johann Riedesel der Ältere, von Graf Johann von Ziegenhain, Gaden und Hof zu Hundsbach als Mannlehen. Bis 1452 war sie fuldisches Lehen und im Besitz der Herren von Erfurtshausen. Dieses Lehen kam später durch Vererbung an die Herren von Treisbach. Im Jahre 1539 geht sie an die Rau von Holzausen. Weitere Besitzerwechsel folgen. Von 1726 bis 1809 waren die Grafen von Seibelsdorf im Besitz des Ortes. Danach waren die Herren von Bardeleben Lehnsinhaber.